# 羅克斯普林 (喬治亞州)
羅克斯普林（英語：Rock Spring）是位於美國喬治亞州沃克縣的一個非建制地區。該地的面積和人口皆未知。

## 地理
羅克斯普林的座標為34°41′35″N 85°12′28″W / 34.69306°N 85.20778°W，而該地的平均海拔高度為258米（即846英尺）。